# Quintus Manlius Vulso Capitolinus
Quintus Manlius Vulso Capitolinus entstammte der altrömischen Patrizierfamilie der Manlier und war 396 v. Chr. Konsulartribun.

## Leben
396 v. Chr. amtierte Quintus Manlius Vulso Capitolinus als einer von insgesamt sechs Konsulartribunen. Laut Titus Livius sollen in diesem Jahr die gleichen Obermagistrate wie 400 v. Chr. gewählt worden sein, wonach der aus der Gens Manlia stammende Konsulartribun Publius Manlius Vulso hätte heißen müssen. Doch erstens ist der Name des Manlius in der handschriftlichen Überlieferung des Livius-Textes ausgefallen und zweitens lässt sich die Behauptung des römischen Geschichtsschreibers anhand der Fasti Capitolini und der Angaben des griechisch-sizilischen Historikers Diodor als falsch erweisen: die beide letzteren Quellen geben Manlius’ Pränomen als Quintus an. Das für Manlius relevante Fragment der Fasti Capitolini ist zwar nur so weit erhalten, dass daraus sein Vor- und Familienname sowie das Pränomen seines Vaters (Aulus) erkennbar ist, doch überliefert eine spätantike Fastenliste sein Cognomen als Vulso. Da der vollständige Name des Konsulartribuns von 405, 402 sowie 397 v. Chr. Aulus Manlius A. f. Cn. Vulso Capitolinus lautet, nehmen die Herausgeber des CIL darüber hinaus die gleiche Filiation und das gleiche zweite Cognomen Capitolinus auch für den hier behandelten Manlier an.